# Realito
El Realito es un centro poblado del municipio colombiano de Timbiquí, departamento del Cauca. Dicho centro poblado se encuentra situado en la parte alta del río Timbiquí, y alejados de este, ir de la cabecera municipal a este centro poblado se requieren lanchas rápidas con motores de (9.9, 15. 30 y 40) caballos de fuerza, con una duración del viaje de (4 - 6) hora según el motor fuera de borda y el estado normal del río Lo que hace que; por su descripción de geografía se describa como zona de difícil acceso y cuenta con una única vía de acceso. fluvial.
Cuenta con un centro de salud de tres habitaciones (consultorio, cuarto de valuación y sala de espera)
Una escuela con grados de (1°-5°) primaria. tres aulas construidas en cemento las otras dos son casas de familias, no cuenta con espacios recreativo como: casa cultural, parque infantil, cancha de Futsal, espacio de biblioteca, acompañamiento profesional a la primera infancia, acceso a Internet, energía eléctrica constante y otras.

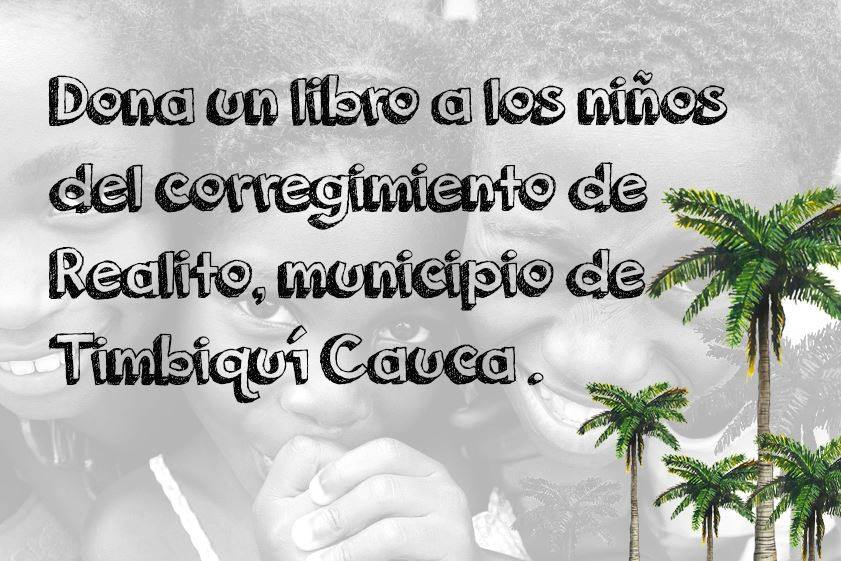
Fundación Lumumba

## Hidrografía
Gracias a su ubicación, disfruta de los pisos térmicos y debido a esto su clima es húmedo y sus principales quebradas son: Antonuelo,  Guaudalito, Charco, Pital, San Benito, la Fragua y otras. las dos primeras amenazadas por la minería ilegal que existe en la región; estos últimos años.

## Economía
Las principales actividades son la pesca, la minería artesanal, la agricultura y el pan coger, sus productos más representativos: caña, arroz, plátano, coco, maíz. El colino es el más representativo para los realiteños ya que obtienen con su venta un mayor beneficio económico al igual que el trueque.

## Vía de comunicación
Es fluvial; el río Timbiquí, junto al océano Pacífico, es la única vía de transporte y abastecimiento de la comunidad.